# Skadi (księżyc)
Skadi (Saturn XXVII) – naturalny satelita Saturna odkryty przez B.J. Gladmana i J.J. Kavelaarsa z zespołem. Należy do grupy nordyckiej zewnętrznych księżyców planety. Skadi jest jednym z ciał tworzących jej podgrupę o orbitach o inklinacji zbliżonej do 155°, czyli poruszających się ruchem wstecznym.
Nazwa księżyca pochodzi od Skadi – olbrzymki w mitologii nordyckiej.